# 樹玘新臀后節蜱
樹玘新臀后節蜱（学名：Neometaculus eppiptus）为節蜱科樹新臀后節蜱屬下的一个种。